# 제155예비기갑사단
155 예비 기갑 사단(독일어: 155. Reserve-Panzer-Division)은 1943년 8월 Nr. 155 기갑사단의 재편성으로 설립된 예비 사단이다. 이 사단은 1943년 8월부터 1944년 4월까지 프랑스에서 활동했으며 나중에는 독일 9 기갑사단에 흡수되었다.

## 지휘관
- 중장 프란츠 랜드그래프 (1943년 8월 1일 ~ 8월 23일)
- 소장 쿠르트 폰 예서 (1943년 8월 24일 ~ 9월 6일)
- 중장 프란츠 랜드그래프 (1943년 9월 7일 ~ 9월 30일)
- 중장 막스 프레메레이 (1943년 10월 1일 ~ 1944년 4월 30일)

## 작전 구역
- 프랑스 (1943년 8월 ~ 1944년 4월)

## 전투 서열
- 7 예비 기갑 부대
- 5 예비 기갑 그랑디에 연대
- 2 차량화 예비 척탄병 부대
- 260 차량화 예비 포병 부대
- 9 차량화 예비 정찰 부대
- 5 예비 대전차자주포 부대
- 1055 예비 기갑 부대
- 베르소르군그스트루펜 예비 기갑 부대